# Quarry Cemetery (Vermelles)
Quarry Cemetery is een Britse militaire begraafplaats met gesneuvelden uit de Eerste Wereldoorlog, gelegen in de Franse plaats Vermelles in het departement (Pas-de-Calais). Ze ligt 2,3 km ten noordoosten van het centrum (Place de la République). De begraafplaats heeft een min of meer ovale vorm en ligt in een voormalige kalkput, 3 m beneden het niveau van het omliggende land. Het terrein heeft een oppervlakte van 2.061 m² en is vanaf de weg bereikbaar via een pad van 280 m. Het Cross of Sacrifice staat aan het westelijke eind en aan de toegang staat een schuilhuisje geflankeerd door twee geplaveide paden die naar het lager gelegen terrein afdalen. De begraafplaats wordt omgeven door een beukenhaag  
Er worden 140 Britse gesneuvelden herdacht waaronder 10 niet geïdentificeerde. Er ligt ook 1 niet geïdentificeerde Duitse soldaat. De graven worden onderhouden door de Commonwealth War Graves Commission. 

## Geschiedenis
De periode tussen 25 september en 15 oktober 1915 werd gekenmerkt door hevige gevechten die bekend werden als de Slag om Loos. De Britse troepen hadden opdracht om de versterkte Duitse verdedigingslinies Fosse 8 en Hohenzollern Redoubt te veroveren. Daarbij vielen heel wat slachtoffers die in de vele begraafplaatsen in en om Loos en Vermelles werden begraven. Quarry Cemetery werd tussen juli 1915 en juni 1916 door de gevechtseenheden gebruikt om hun doden te begraven, behalve 2 die hier in augustus 1917 werden bijgezet. Doordat de begraafplaats meermaals door artillerievuur werd beschoten konden heel wat slachtoffers niet meer teruggevonden worden waarna zij met Special Memorials werden herdacht. Een groot deel van de gesneuvelden waren leden van cavalerie-eenheden.

## Graven
- Fergus Bowes-Lyon was kapitein bij de Black Watch (Royal Highlanders) en broer van de Britse koningin Elisabeth (ook wel koningin-moeder genoemd). Hij sneuvelde op 27 september 1915.
- Ernest Alexander Galbally, soldaat bij de The Queen's (Royal West Surrey Regiment) was 17 jaar oud toen hij op 17 oktober 1915 sneuvelde.